# Oliver Atkins Farwell
Oliver Atkins Farwell ( * 1867 -1944 ) fue un botánico estadounidense
Por largos años se desarrolló profesionalmente como botánico en la Cía. Farmacéutica Parke, Davis & Co.

## Algunas publicaciones
- 1900. A catalogue of the flora of Detroit.
- 1915. Notes On Michigan Liliaceae. Torrey Botanical Club
- 1918.  Notes on the Michigan flora. 195 pp.
- 1918. The Trillium grandiflorum group: Farmington Township, Oakland County, Michigan. Ed. Michigan Academy of Science
- 1919. Panicum lineare, L.. Ed. University Press
- 1919. Bromelica (Thurber), a new genus of grasses. Ed. New England Botanical Club
- 1922. Botanical source of the cola nut of commerce. Osyris alba substitute for Scoparius. Ed. Philadlephia College of Pharmacy
- 1923. Corallorrhiza maculata Raf.. Ed. New England Botanical Club
- 1923. Botanical gleanings in Michigan. Ed. University Press

- La abreviatura «Farw.» se emplea para indicar a Oliver Atkins Farwell como autoridad en la descripción y clasificación científica de los vegetales.[1]

Realizó ingentes descubrimientos, identificaciones y clasificaciones de nuevas especies: en IPNI tiene 1.825 registros.

## Honores
En su honor la especie Myriophyllum farwellii lleva su nombre.